# Eric Marshall
Eric Stewart Marshall (29 de Maio de1879 –26 de Fevereiro de 1963) foi um explorador polar que participou na Expedição Nimrod (1907–09) como cirurgião-chefe, liderada por Ernest Henry Shackleton, e um dos quatro membros do grupo de quatro (Marshall, Wild, Shackleton e Adams) que alcançaram uma nova marca de 88° 23′ S, 162° 00′ L, a apenas 160 km do Pólo Sul em 9 de Janeiro de 1909.